# Rosso Congo
Il rosso Congo è un colorante azoico.
A temperatura ambiente si presenta come un solido bruno-rossastro dall'odore caratteristico. È un composto cancerogeno, tossico per la riproduzione.
In biologia viene utilizzato come colorante nell'allestimento dei preparati istologici per l'individuazione di accumuli di sostanza amiloide.